# Naruto Shippūden: Gekitō Ninja Taisen! EX 2
 (octobre 2019).
Si vous disposez d'ouvrages ou d'articles de référence ou si vous connaissez des sites web de qualité traitant du thème abordé ici, merci de compléter l'article en donnant les références utiles à sa vérifiabilité et en les liant à la section « Notes et références ».
Naruto Shippūden: Gekitō Ninja Taisen! EX 2 est un jeu vidéo sorti le 29 novembre 2007 sur Wii,.
Il est le deuxième volet de la série Naruto Shippūden: Gekitō Ninja Taisen! EX.

## Personnages jouables
- Naruto / Naruto jeune
- Sasuke / Sasuke jeune
- Kakashi
- Sakura
- Gaï Maito
- Neji Hyûga
- Rock Lee
- Tenten
- Shikamaru Nara
- Hinata Hyûga
- Kiba Inuzuka
- Shino Aburame
- Chôji Akimichi
- Ino Yamanaka
- Asuma Sarutobi
- Kurenaï Yûhi
- Tsunade
- Jiraya
- Orochimaru
- Saï
- Yamato
- Kabuto Yakushi
- Deidara
- Sasori / Hiruko
- Itachi Uchiwa
- Kisame Hoshigaki
- Gaara
- Temari
- Kankurô